# 五山里站
五山里站（：／ Osan-ri yeok */?）是長項線沿線的一座鐵路車站，位於韓國全羅北道益山市五山面五山里，已於2020年關閉。

## 历史
- 1931年6月15日 - 落成使用。

## 相鄰車站
韩国铁道公社
长项线
臨陂－五山里－益山